# 比利亚科内霍斯
比利亚科内霍斯，是西班牙马德里自治区的一个市镇，距离马德里52.7公里。总面积33平方公里，总人口3495人（2013年），人口密度95人/平方公里。